# Plateau des Glières
Pour les articles homonymes, voir Glière.
Ne doit pas être confondu avec Col des Glières.
Le plateau des Glières est un plateau calcaire localisé dans le massif des Bornes, dans le département de la Haute-Savoie en région Auvergne-Rhône-Alpes. Situé respectivement à 29 et 15 kilomètres de La Roche-sur-Foron et de Thorens-Glières, le plateau s'étend sur les communes de Glières-Val-de-Borne et de Fillière. Il accueille le monument national de la Résistance.

## Toponymie
Le toponyme « Glière » est une variante de « Glaire », provenant du latin Glaria, Glarea, désignant un lieu composé de gravier ou assimilés, souvent inondé,,. Dans le patois local ou francoprovençal, le terme au singulier glière désigne aussi un « terrain rocailleux et sablonneux, grève de rivière ».
Lors des événements de mars 1944, le journaliste Louis Dépollier parle de « Glière », au singulier. La médiatisation de ces événements, tant par les médias de la collaboration parisienne (Philippe Henriot) que par ceux de la résistance londonienne (Maurice Schumann) consacre une mise au pluriel abusive. Certains Savoyards disent toujours monter « à Glières », respectant ainsi l'usage immémorial.

## Géographie

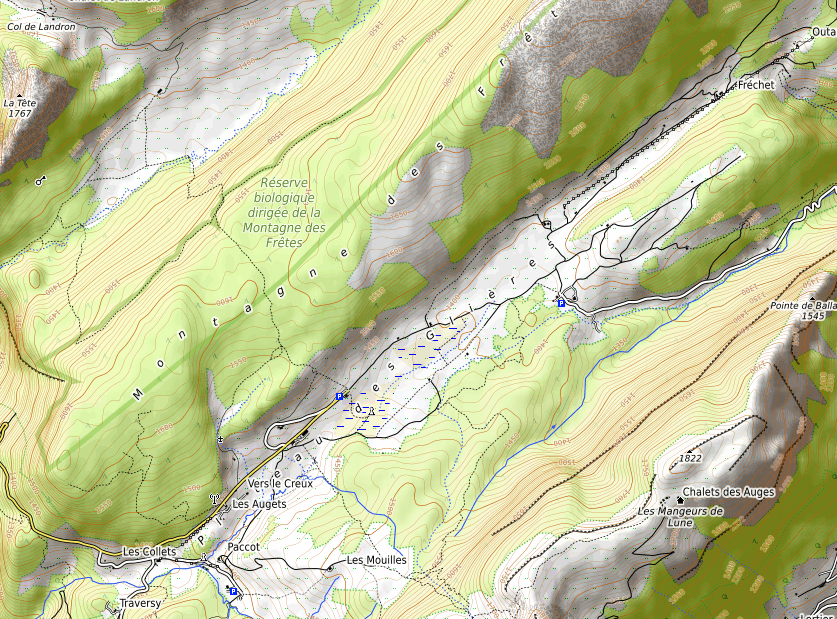
Carte topographique.

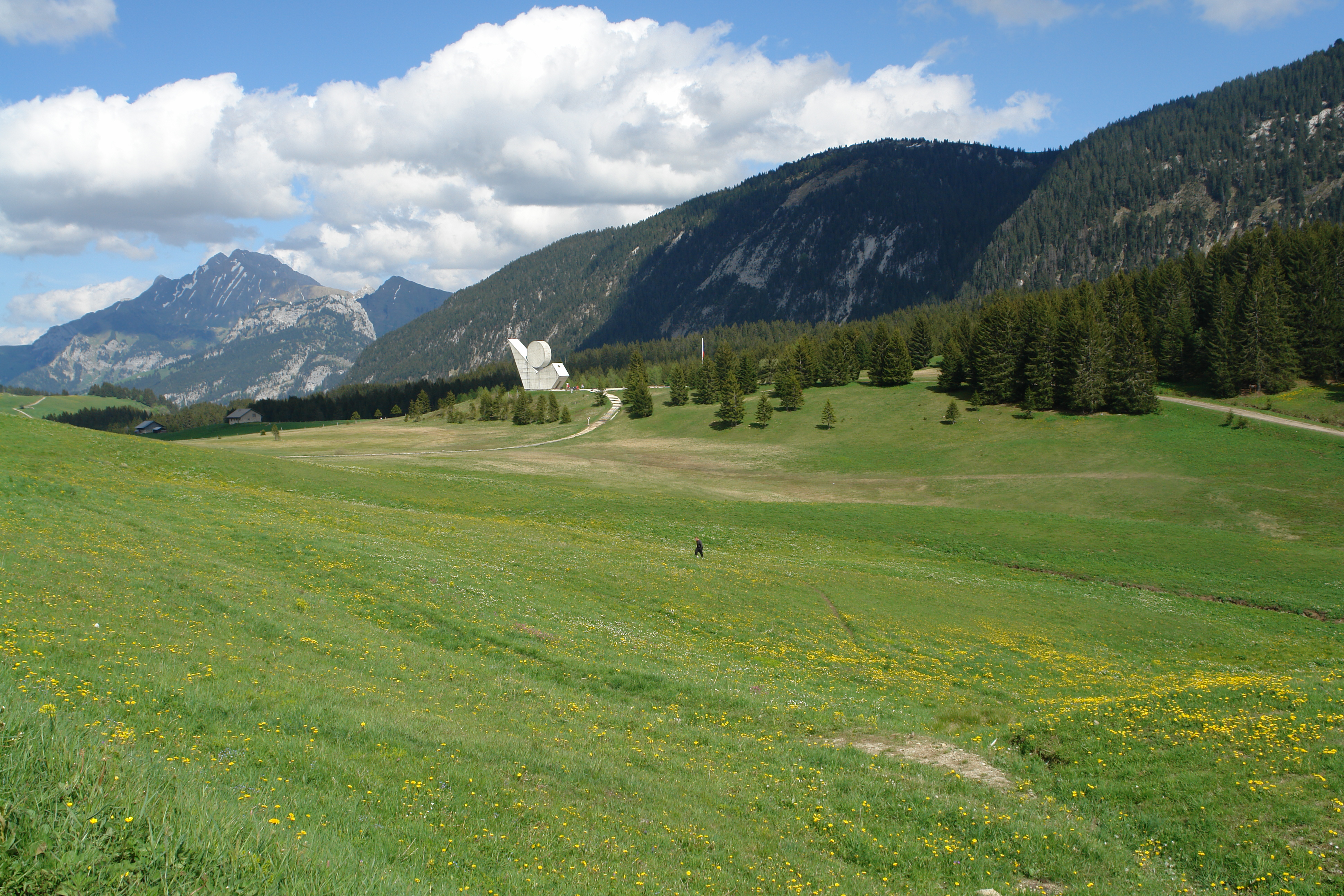
Le plateau des Glières et le monument national à la Résistance d'Émile Gilioli.

Le plateau des Glières est un val perché encadré par la montagne des Auges (1 822 mètres), la crête des Ovines (pointe de la Québlette, 1 915 mètres) et la montagne des Frêtes (1 910 mètres). L'altitude moyenne est de 1 450 mètres. Le plateau est délimité à l'est par la vallée du Borne, au nord-ouest par la vallée de la Fillière et au sud-ouest par la vallée du Fier. Les accès principaux sont la route des Glières depuis Thorens-Glières ou la vallée du Borne.
Le plateau se compose de plusieurs ensembles. L'extrémité sud-ouest correspond au vaste alpage de la plaine de Dran qui se transforme en vallon débouchant sur la Balme-de-Thuy. Il est délimité au nord par le ruisseau de Paccot qui draine le plateau perpendiculairement, en direction de la vallée de la Fillière. Au-delà, le plateau s'élargit dans le secteur du col qui marque le centre des Glières. Les forêts recouvrant les flancs des montagnes des Auges et des Frêtes laissent place dans les parties basses à des alpages et des mouilles qui donnent naissance à de nombreux cours d'eau. C'est ici que s'arrête la route des Glières depuis Thorens-Glières et que la maison du plateau et le monument national de la Résistance drainent la majorité des visiteurs du site. Vers le nord-est, une fois passé le chalet d'alpage de Chez la Jode, la partie septentrionale du plateau est creusée par le nant du Talavé, voie d'accès naturelle depuis la vallée du Borne, tandis qu'un petit val se poursuit vers le nord-est jusqu'au chalet de Frêchet et aboutit au col de Spée.

## Géologie
Le plateau des Glières, tout comme le reste du massif des Bornes, appartient à l'unité structurale helvétique (similaire au domaine paléogéographique helvétique) et plus précisément aux nappes subalpines. Elles résultent du décollement de la couverture sédimentaire mésozoïque de leur socle anté-triassique puis de leur charriage vers le nord-ouest au cours de l'Oligocène tardif à la suite du chevauchement des unités penniques sur le domaine delphino-helvétique dans le cadre de la collision alpine au Cénozoïque,.
Le plateau est un synclinal très ouvert (synclinal des Glières) et correspond au prolongement occidental du synclinal des Cénises entre la chaîne du Bargy et les rochers de Leschaux. Les unités paléogènes et notamment les marnes à foraminifères (Éocène) et le grès du Val d'Illiez d'âge Oligocène constituent les principaux affleurements. Leur forte proportion en matériel argileux favorisent la formation des nombreuses zones humides que l'on rencontre au cœur du plateau. Ce synclinal est affecté par quelques replis de faible amplitude qui dessinent des petites collines le long du flanc sud-est.
Le plateau des Glières est encadré par deux grandes structures anticlinales. Au nord-ouest, la montagne des Frêtes forme un large dôme anticlinal à voûte de calcaire urgonien (anticlinal des Frêtes) et sectionné par la vallée de la Fillière et au col de Spée. L'anticlinal des Frêtes se poursuit au nord-est par les rochers de Leschaux. L'anticlinal de tête Ronde lui succède au sud-ouest de la vallée de la Fillière et marque l'étranglement du synclinal des Glières. Au sud-est, la montagne des Auges forme avec le mont Lachat un large anticlinal (anticlinal du Bargy) dont la voûte a été démantelée pour former de profondes combes correspondant aux vallées de l'Ovéran et de Thuy. Cet anticlinal est déversé vers le nord-ouest et se poursuit par un synclinal délimitant le plateau des Chalets des Auges à cœur cénozoïque (synclinal des Auges) et un anticlinal dont la voûte de calcaire urgonien est visible à travers la forêt depuis les chalets de Chez la Jode ou de la Mandrolière (anticlinal du Lainvouet et des Lanches). 
Les couches sédimentaires affleurantes au plateau des Glières se répartissent entre les calcaires urgoniens du Crétacé inférieur et le grès du Val d'Illiez de l'Oligocène mais sont régulièrement recouverts par la végétation. On y trouve la formation de Garshella (grès glauconieux du Crétacé inférieur), la formation de Seewen (calcaire micritique de la base du Crétacé supérieur), le calcaire à nummulites et algues rouges de l'Éocène (formation de Sanetch en Suisse), les marnes à foraminifères et les schistes à meletta (fin de l'Éocène, formation de Stad en Suisse). Des fossiles de poissons ont été découverts dans les schistes à meletta,. Ces sont surtout des formes d'environnements littoraux emportées par des courants de densité vers des environnements plus profonds.
Depuis la montagne des Auges, la plissement des couches est perturbée par une faille décrochante sénestre au pas du Loup orientée SE-NO, auquel lui succède la crête des Ovines où les falaises calcaires deviennent nettement visibles depuis le plateau. Celles de l'anticlinal du Lainvouet et des Lanches disparaissent pour céder la place à la formation de Garshella, plus jeune, tandis que le synclinal des Auges s'estompe et est remplacé par une série des plis de plus faible amplitude. Ce décrochement sénestre est l'un des accidents tectoniques majeurs du plateau du Glières. Il contraint le tracé du lit de plusieurs torrents au centre du plateau et est relayé vers le nord-ouest par un second décrochement dans la vallée de la Fillière où l'on peut observer un important miroir de faille le long de la route des Glières, au-dessus des Collets.
La faille inverse de la Tête à Turpin constitue un autre accident tectonique majeur mais son alignement parallèle au plateau des Glières le rend moins décelable dans le paysage. Elle délimite le flanc nord-ouest du plateau avec la montagne des Frêtes et permet l'affleurement de falaise de calcaire urgonien, notamment à hauteur de la maison du plateau. Il s'agit d'une ancienne faille normale qui aurait rejouée en faille inverse lors du plissement du plateau permettant un chevauchement de l'anticlinal des Frêtes sur le synclinal des Glières. Des structures équivalentes sont aussi observées sur le flanc nord des synclinaux de Gorge d'Ablon et de Champ Laitier.

## Histoire

### Durant la Seconde Guerre mondiale
Ce plateau fut un haut lieu de la Résistance pendant la Seconde Guerre mondiale, notamment du fait de son étendue, de ses accès resserrés et des nombreux chalets d'alpage, qui favorisèrent, du 31 janvier au 26 mars 1944, le rassemblement d'un maquis, organisé et commandé par le lieutenant Tom Morel, tué le 10 mars, puis par le capitaine Anjot, tué le 27 mars. En effet, fin 1943, le plateau des Glières avait été choisi pour recevoir des parachutages britanniques d'armes en vue d'équiper la résistance locale, puis, début 1944, comme base d'opérations sur les arrières des Allemands au moment du débarquement attendu des Alliés. C'est une zone dégagée, éloignée des hauts sommets, peu accessible (la route actuelle n'existait pas à l'époque), mais aussi bien repérable par les avions alliés par la proximité du lac d'Annecy et de la ville de Genève éclairée la nuit.  
Ayant réceptionné trois parachutages (dont un grand le 10 mars, soit quelque 45 tonnes d'armes au total), les maquisards (environ 450 en mars), assiégés par les forces de l'ordre françaises, furent bombardés par la Luftwaffe dès le 12 mars, puis encerclés le 23 mars par plus de 3 000 chasseurs de montagne de la Wehrmacht et 700 francs-gardes de la Milice française dont les multiples assauts furent repoussés. Cependant, l'attaque générale du 27 mars ne rencontra pas de résistance, le plateau, bombardé, mitraillé par l'aviation, pilonné par l'artillerie, ayant été évacué la veille après un baroud d'honneur (deux tués et quelques blessés du côté des maquisards). Néanmoins, traqués, ceux-ci subirent de lourdes pertes (120 morts au total), pour une douzaine de miliciens hors de combat et seulement 3 morts et 7 blessés (dont 5 accidentellement) parmi les soldats allemands. À l'époque, l'épopée des Glières connut un retentissement considérable et joua un grand rôle dans la guerre psychologique (conquête de l'opinion et soutien des Alliés). En effet, depuis début février, un duel sur les ondes opposa, à son sujet, la BBC à Radio-Paris et, afin de provoquer un combat exemplaire, l'envoyé de la France libre, le capitaine Rosenthal, avait même annoncé la fausse nouvelle du largage d'un bataillon de parachutistes canadiens, que les Britanniques n'avaient jamais songé à envoyer, car, à ce moment, il n’existait qu’un seul bataillon canadien de parachutistes (1st Canadian Parachute Battalion) qui s’entraînait en vue du débarquement de Normandie et ne pouvait être sacrifié dans une opération secondaire, ainsi qu'un bataillon canadien de commandos (1st Canadian Special Service Battalion) engagé dans la bataille d’Anzio[réf. nécessaire].

### Après la guerre

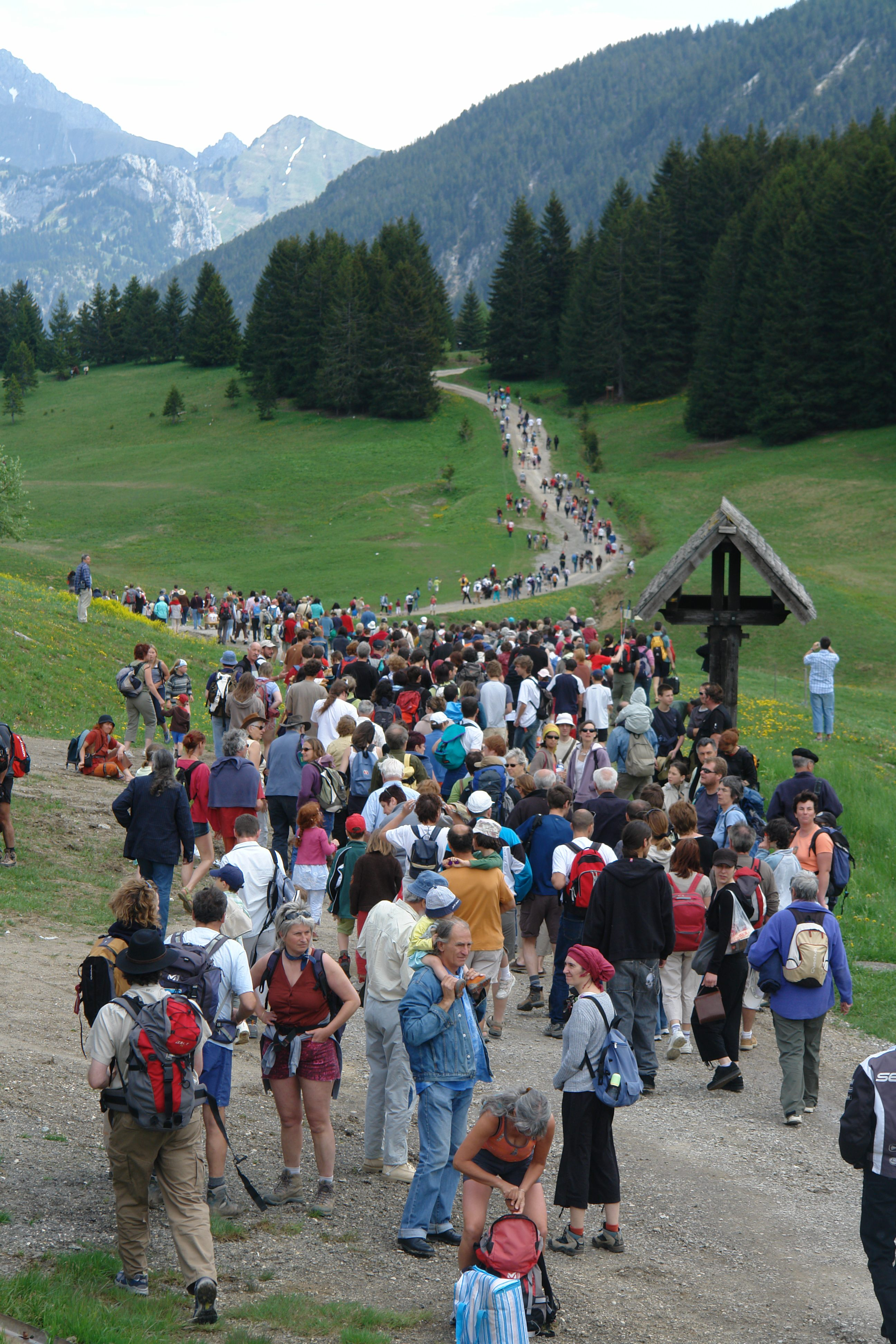
Manifestation à la suite de la visite de Nicolas Sarkozy.

En 1973, le monument national de la Résistance, œuvre du sculpteur Émile Gilioli, a été érigé à la mémoire de ces victimes, sur un terrain offert à cet effet par le comte Jean-François de Roussy de Sales. Il a été inauguré le 2 septembre 1973 par André Malraux alors ministre de la Culture. L'emplacement choisi est celui où Tom (Théodose) Morel a été inhumé en mars 1944, tout près de son PC. 
La sculpture représente le V de la victoire dont l'une des ailes est cassée pour rappeler que la victoire a un prix. Ce V est surmonté par un cercle représentant un disque solaire en déséquilibre de 65 tonnes, pour signifier qu'une espérance est en train de se lever et que la liberté est toujours à gagner. Ce cercle étant placé au plus près du fond du V, il symbolise une tension maximum de résistance au lieu de s'abandonner au creux de la fourche. Le monument fait 20,30 mètres de long, 16,80 mètres de haut et 4 mètres de large. 
En 2007, Nicolas Sarkozy y fait halte à la veille de l'élection présidentielle française de 2007 et déclare qu'il s'y rendra chaque année dès son élection. Cette visite est suivie d'une manifestation de 3 000 personnes le 13 mai. Le président Sarkozy y retourna de 2008 jusqu'en 2012, afin d'y célébrer la Résistance. Pour certains, la médiatisation du « pèlerinage » présidentiel n'était pas sans rappeler celui de François Mitterrand et de son ascension de la roche de Solutré.
Le 17 mai 2009, à l'instigation du collectif CRHA (Citoyens résistants d'hier et d'aujourd'hui), un rassemblement de manifestants est organisé sur le plateau des Glières afin de rappeler les valeurs républicaines de solidarité, de fraternité, de vivre-ensemble et de justice contenues dans le programme du Conseil national de la Résistance, élaboré le 15 mars 1944. Parmi les manifestants Stéphane Hessel, parrain de l'association, et Raymond Aubrac, ancien résistant[réf. souhaitée]. Ce rassemblement est reconduit sur plusieurs années.
Charles Palant, ancien résistant, déporté, militant français des droits de l'homme, y fait un discours le 27 mai 2012 lors du rassemblement « Paroles de résistances » organisé par « Citoyens résistants d'hier et d'aujourd'hui » (CRHA).
Le 31 mars 2019, le président Emmanuel Macron et Nicolas Sarkozy se sont tous deux rendus sur le plateau pour les commémorations.
Le monument a été inscrit au titre des monuments historiques le 27 mai 2020 avec la notification suivante : « Considérant que le monument à la Résistance du plateau des Glières présente au point de vue de l'histoire et de l'art un intérêt suffisant pour en rendre désirable la préservation en raison du fait que ce monument, qui s'ancre à la fois dans l'histoire de la Résistance sur le plateau et l'histoire de la Résistance en général, présente une forte charge symbolique, soulignée par des éléments conceptuels composant l'œuvre elle-même, cette œuvre monumentale d'une grande technicité représentant l'aboutissement de la réflexion artistique d'Émile Gilioli. »

## Loisirs et sports

### Tourisme
Le ski de fond est l’activité principale de ce plateau, en hiver, avec plus de 36 km de pistes damées alternatif et skating, ainsi que plusieurs kilomètres de pistes damées pour la marche. On peut aussi faire des promenades en raquettes. Depuis 1984, le troisième dimanche de mars se court le marathon de ski de fond des Glières. Il est aussi possible de pratiquer le snowkite ; les enfants disposent d'une piste de luge, aménagée chaque année pour eux.
L'été, le visiteur rencontre, sur le plateau quelques fermes et étables où l'on fabrique reblochon et tomme. Certaines d'entre elles ont été transformées en restaurant ou en gîte. Il peut aussi emprunter un itinéraire balisé qui permet de faire le tour du plateau, avec de nombreux panneaux l'informant à la fois sur la vie d'alpage au début du XXe siècle et sur la bataille des Glières, avec le monument en hommage aux résistants.
Cette région est d'accès un peu difficile, via deux routes sinueuses. Toutes deux restent ouvertes en hiver. Celle qui part de Thorens-Glières peut se montrer dangereuse en cas de chutes de pierres, fréquentes au printemps.

### Spéléologie

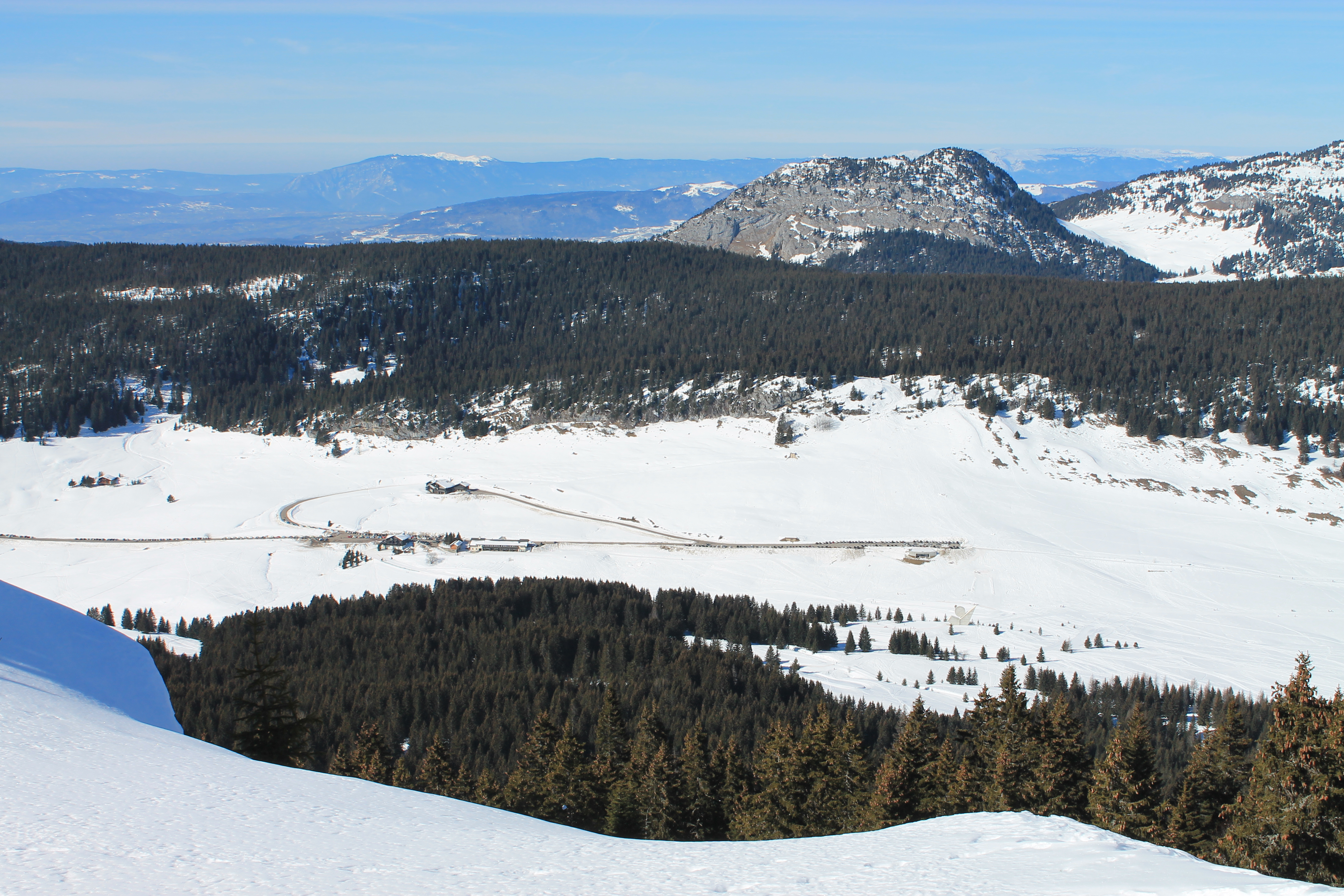
Vue d'une partie du domaine du centre nordique des Glières, notamment au centre la Maison du plateau des Glières.

On peut aussi s'adonner à la spéléologie dans une quinzaine de cavités de plus de 150 mètres de profondeur répertoriées sur les Frêtes. La cavité la plus profonde actuellement connue sur le plateau est la tanne à Paccot, encore appelée « trou de l'A2 ». Sa profondeur estimée est d'environ 400 mètres.

### Cyclisme
L'ascension du col des Glières est possible à vélo depuis les versants ouest ou est. Une particularité est qu'une partie de la traversée du plateau se fait sur un chemin de terre.

## Postérité
Une zone urbaine d'Alger, alors département d'Alger jusqu'en 1962, a été baptisée le « plateau des Glières », en raison de la présence du Monument aux morts de ceux tombés pour la France pendant les deux guerres mondiales et en hommage notamment à la lutte des maquisards savoyards durant la Seconde Guerre mondiale.

### Filmographie
- Glières 44, le cortège des ombres, de Patrice Morel, documentaire de 52 minutes, 2004, production France 3 Rhône-Alpes-Auvergne. Accessible vidéothèques France 3 Lyon, France 3 Grenoble et INA.
- Vivre libre ou mourir, de Denis Chégaray, avec la voix d'André Dussollier, 2004, Élan Production et Association des Glières.
- La Jeune Fille et les Loups avec Laetitia Casta, tourné sur le plateau en mars 2007.
- Walter, retour en résistance, de Gilles Perret, tourné en partie sur le plateau en mai 2007 et 2008.
- Les Jours heureux, de Gilles Perret, film documentaire français de 97 minutes, 2013, tourné en partie sur le plateau, La Vaka Productions